# Bajonetkruispunt
Een bajonetkruispunt is een kruispunt dat uit twee T-splitsingen bestaat, die op een relatief korte afstand aan een doorgaande weg tegenover elkaar liggen. Een bajonetkruispunt is een variant op een viersprong. Men spreekt in de praktijk alleen van een bajonetkruising als er een verband is tussen de aangesloten wegen. Er zijn linkse en rechtse bajonetten. 
Bajonetten worden meestal bewust aangelegd om een doorgaande route te onderbreken. Het verkeer dat over de andere route dan over de doorgaande weg rechtdoor moet, moet immers tweemaal afslaan. Dit kan om in verband met de verkeersveiligheid door de snelheid eruit te halen of een doorgaande route minder logisch te maken. Het kan ook een door de beschikbare ruimte ingegeven oplossing zijn. De twee zijwegen aan de doorgaande weg moeten niet te dicht bij elkaar liggen, anders wordt de situatie onoverzichtelijk.
Nadeel van een bajonetkruispunt is dat het wegvak tussen de twee T-splitsingen meer wordt belast, de som van het verkeer op de doorgaande weg en de kruisende wegen komt daar overheen. Een bajonetkruispunt is daarom bij veel verkeer geen efficiënte oplossing.
Bajonetkruispunt · Continuous-flow intersection · Driesprong (T-splitsing, Y-splitsing) · Hook turn · Jughandle · Kwadrantkruispunt · Michigan left · Superstreet · Viersprong